# 郑奕奏
郑奕奏（1902年—1993年），原名郑依灶，号传康，艺名佾奏，福建福州人，中国闽剧表演艺术家，工旦角，中国戏剧家协会理事，曾任福建省文化局戏曲研究室主任，福建省戏曲研究所舞台艺术研究室主任，第二、三、四、五、六届全国政协委员。